# Трећи српски устанак
Трећи српски устанак је компилацијски албум југословенског и српског рок бенда Рибља чорба, објављен 5. априла 1997. године.

## Опште информације
На албуму се налазе песме Рибља Чорбе са текстовима везаним за политику снимљеним и објављеним између 1981. и 1996. године. На албуму се такође налазе и песме Снаге опозиције, (снимљене 1985. за албум Истина, али необјављене), Пацови из подрума (снимљена 1986. године, раније необјављена), Црни мерцедес (са соло албума фронтмена групе Боре Ђорђевића Бора прича глупости), Сељачине и Баба Јула (са Ђорђевићевог соло албума Њихови дани) и нова песма Волим и ја вас која је снимљена 1997. године.

## Листа песама
1. На западу ништа ново - 3:03
2. Слушај сине, обриши слине - 2:48
3. Како је лепо бити глуп - 2:17
4. Џукеле ће ме докусурити - 3:17
5. Погледај дом свој, анђеле - 3:39
6. Снаге опозиције - 2:39
7. Дворска будала - 2:52
8. Ту нема Бога, нема правде - 3:04
9. Јужна Африка '85. (Ја ћу да певам) - 3:25
10. Пацови из подрума - 2:41
11. Члан мафије - 3:04
12. Црни мерцедес - 0:56
13. Ал Капоне - 3:50
14. Тито је ваш - 4:48
15. Жикица Јовановић Шпанац - 3:04
16. Боже - 4:04
17. Данас нема млека - 3:40
18. Рапсодија у плавом - 3:07
19. Сељачине - 2:43
20. Диктатор - 3:00
21. Баба Јула - 3:01
22. Волим и ја вас - 3:15